# Uwe Höfer
Uwe Höfer (* 21. Juli 1959 in Gelsenkirchen) ist ein ehemaliger deutscher Fußballspieler.

## Karriere
Höfer spielte in der Jugend bei DJK Adler Buldern und wechselte 1975 in die Jugend des FC Schalke 04. 1976 stand er erstmals im Kader des Klubs. Am 23. Spieltag kam Höfer bei der 2:3-Niederlage gegen Eintracht Braunschweig zum ersten Mal zum Einsatz, als er in der 72. Minute für Mathias Schipper eingewechselt wurde. Das blieb auch sein einziges Ligaspiel in der Saison 1976/77.
Zur Saison 1977/78 wurde Uwe Höfer an den SC Westfalia Herne in die 2. Bundesliga Nord verliehen. Hier erzielte er in 19 Spielen neun Tore. Zur Saison 1978/79 kehrte Höfer zum FC Schalke 04 zurück. Allerdings wurde er nach nur einer Partie in der Hinrunde bei der 1:2-Niederlage gegen Fortuna Düsseldorf wieder in die 2. Bundesliga (Süd) an den Karlsruher SC verliehen. Gleich in seiner ersten Partie gegen den FC Hanau 93 (1:4) schoss er zwei Tore für den KSC. Nach sieben weiteren Partien und zwei Toren wechselte Uwe Höfer zum FC Schalke 04 zurück.
Auch in der Saison 1979/80 konnte Höfer sich nicht als Stammspieler durchsetzen; er absolvierte sieben Spiele und schoss immerhin zwei Tore. Im November 1980 verließ Höfer den Klub nach nur zehn Partien in vier Spielzeiten und zwei Toren Richtung Kickers Offenbach in die 2. Bundesliga. Hier avancierte er sofort zum Stammspieler unter Franz Brungs. In der Saison 1984/85 verließ er den Klub nach seiner Rekordsaison mit 15 Toren in 32 Spielen und insgesamt 39 Toren in 144 Partien Richtung 1. FC Saarbrücken.
Hier machte Uwe Höfer jedoch nur vier Spiele und ging nach nur vier Monaten im Dress des FCS zu Alemannia Aachen. In seiner ersten Saison am Tivoli schoss Höfer in 19 Spielen drei Tore, in seiner zweiten Saison machte er nur acht Spiele und kein Tor. Zur Saison 1987/88 wechselte er zu Viktoria Aschaffenburg in die Amateuroberliga Hessen. Bekannt als „Uwe aus der Hessenliga“ wurde Höfer, als er im Oktober 1987 in Aschaffenburg den Bundesliga-Tabellenführer 1. FC Köln mit seinem Siegtreffer zum 1:0 aus dem DFB-Pokal schoss. Nach dem Aufstieg spielte Höfer noch 24-mal und schoss vier Tore. Danach beendete Höfer seine Profikarriere.

## Privates
Höfer wohnt in Haltern am See im Münsterland und arbeitet als kaufmännischer Angestellter.